# Бадура (Миннесота)
Бадура (англ. Badoura) — тауншип в округе Хаббард штата Миннесота (США). На 2010 год его население составило 128 человек.
Тауншип Бадура был назван в честь миссис Мэри Бадура Мау, жены Дэвида Мау. Они были одними из первых поселенцев прерии Хаббарда.

## География
По данным Бюро переписи населения США площадь тауншипа составляет 94,5 км², из которых 91,9 км² занимает суша, а 2,6 км² — вода (2,74 %).

## Население
В 2010 году на территории тауншипа проживало 128 человек (из них 56,3 % мужчин и 43,7 % женщин), насчитывалось 56 домашних хозяйства и 36 семей. Расовый состав: белые — 95,3 %, афроамериканцы — 0,8 %, азиаты — 3,1 % и представители двух и более рас — 0,8 %.
Население округа по возрастному диапазону по данным переписи 2010 года распределилось следующим образом: 19,5 % — жители младше 18 лет, 1,6 % — между 18 и 21 годами, 50,0 % — от 21 до 65 лет и 28,9 % — в возрасте 65 лет и старше. Средний возраст населения — 53,0 года. На каждые 100 женщин в Бадура приходилось 128,6 мужчин, при этом на 100 совершеннолетних женщин приходилось уже 128,9 мужчин сопоставимого возраста.
Из 56 домашних хозяйств 48,2 % представляли собой совместно проживающие супружеские пары (14,3 % с детьми младше 18 лет), в 5,4 % семей женщины проживали без мужей, в 10,7 % семей мужчины проживали без жён, 35,7 % не имели семьи. В среднем домашнее хозяйство ведут 2,29 человек, а средний размер семьи — 2,78 человека.
В 2014 году из 97 человек старше 16 лет имели работу 45. При этом мужчины имели медианный доход в 48 750 долларов США в год против 37 500 долларов среднегодового дохода у женщин. В 2014 году медианный доход на семью оценивался в 47 679 $, на домашнее хозяйство — в 48 125 $. Доход на душу населения — 15 650 $ в год. 5,4 % от всего числа семей в Бадура и 14,4 % от всей численности населения находилось на момент переписи за чертой бедности.